# آرچی روبوستوف
آرچی روبوستوف (انگلیسی: Archie Roboostoff; ۹ اکتبر ۱۹۵۱ – ۲۹ ژوئیهٔ ۲۰۱۹) بازیکن فوتبال اهل ایالات متحده آمریکا بود.
وی به‌همراه تیم ملی فوتبال ایالات متحده آمریکا در بازی‌های المپیک تابستانی ۱۹۷۲ شرکت کرده‌است.